# Cecil Mamiit
Cecil Valdeavilla Mamiit (Los Ángeles, 27 de junio de 1976) fue un tenista estadounidense, que representó a Filipinas. Comenzó su carrera en 1996 y llegó al número 76 en la lista ATP.
En 1996, comenzó el Campeonato de tenis de la NCAA Division I representando a la Universidad del Sur de California, un hecho que no sucedía desde John McEnroe cuando defendió a la Universidad de Stanford en 1978.
Mamiit ganó la medalla de plata en los Juegos Panamericanos de 2009 en Winnipeg, Manitoba, Canadá, después de perder en la final ante su compatriota Paul Goldstein. En los Juegos Asiáticos de 2006 de Doha, Qatar, se colgó el bronce en la competición individual después de perder en las semifinales ante el coreano Lee Hyung Taik. En la competición de dobles, se colgó el bronce, junto a su compañero Eric Taino, perdiendo ante los grandes favoritos, los hindúes Mahesh Bhupathi y Leander Paes of India. Consiguió el título en individuales del Ojai Tennis Tournament en 2008. Mamiit representó al equipo de Copa Davis de Filipinas hasta 2008.
Su mejor resultado fue en el Torneo de San José de 1999, derrotando al australiano Mark Philippoussis en la final 6–3, 6–2. Australian Mark Woodforde, and another American Michael Chang before losing in the final to another Aussie Mark Philippoussis 6–3, 6–2.
Desde enero de 2011 hasta la temporada de tierra batida, fue el compañero de bateo de la rusa Maria Sharapova, donde ganó el Abierto de Francia 2012 para completar el Grand Slam de su carrera.